# 에비스코

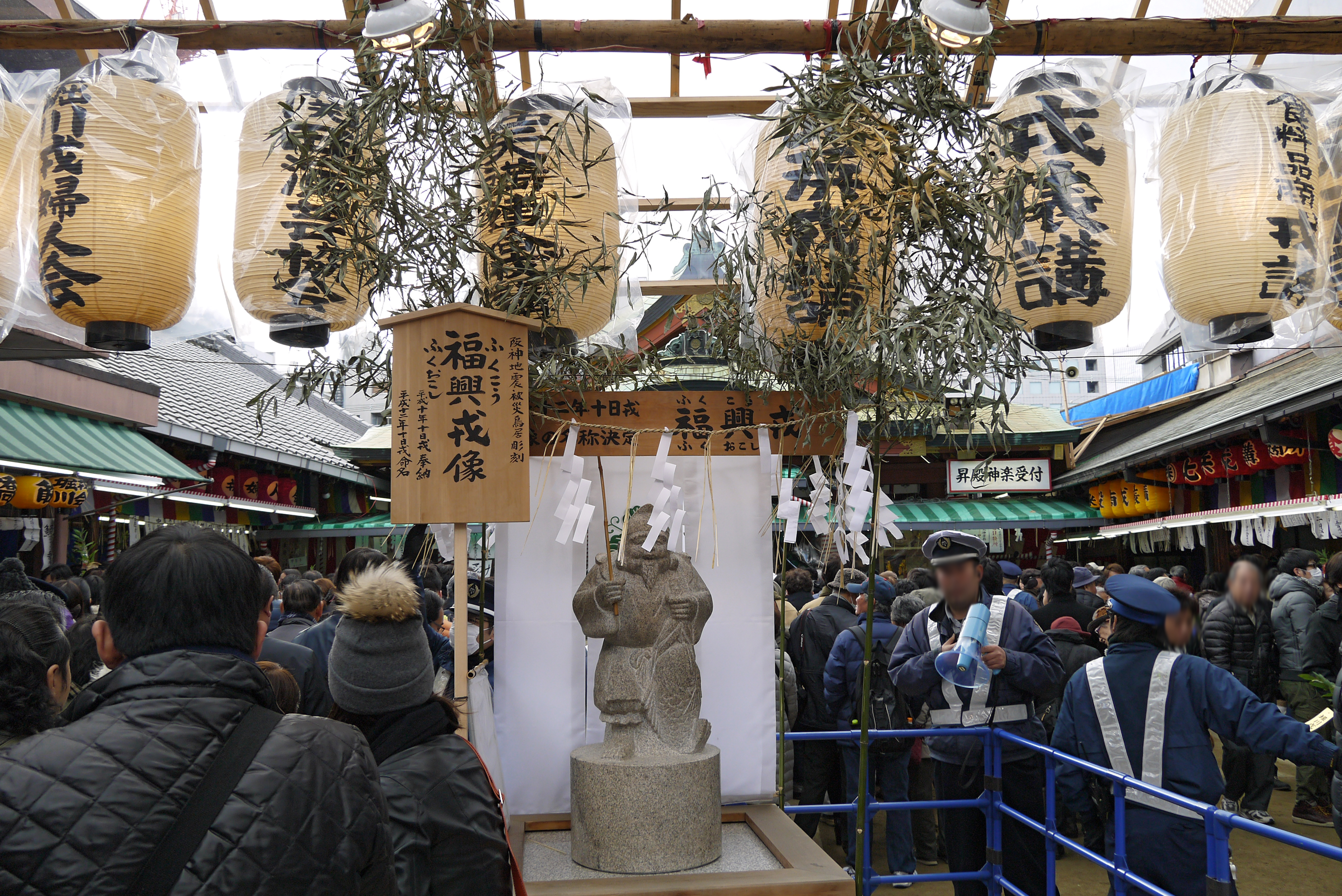
오사카 호리카와 에비스 신사.

에비스코(일본어: えびす講)는 일본의 세시로서, 에비스를 모시는 서민신앙이다. 일정은 주로 10월 20일 또는 1월 20일로, 지역에 따라 연 2회 하거나 둘 중 하나에 개최한다. 에비스마츠리(えびす祭) 또는 에벳산(えべっさん)이라고도 한다. 한편 1월 10일 전후로 행해지는 것은 토오카에비스(일본어: 十日戎)라고 하는데 여기서는 이것도 함께 설명한다.
에비스신은 신무월(음력 10월)에 이즈모에 가지 않는 “유수신(留守神)”으로 여겨져 왔기에, 에비스를 모시고 한 해 무사함을 감사하고 풍년이나 대어, 혹은 장사의 번창을 기원한다.
어부나 상인이 집단으로 제사를 지내는 곳이 있는가 하면, 각 가정 내에서 제사를 지내는 곳도 있어서, 지역성이 있다. 에비스가 농업신으로서의 성격도 갖는 동일본에서는 가내 행사로서의 의미가 강하다. 가내 제사로 모실 때는 켄친국・팥고물떡・머리와 꼬리를 자르지 않은 생선 등의 음식을 공양하고, 지역에 따라 지갑・잔돈・주판을 제삿상에 올리기도 한다. 한편, 서일본에서는 어업・상업의 신으로서 그 종사자 집단에 의해 집단으로 모셔지는 경우가 많다.
지역에 따라 음력 1월의 에비스코를 상인에비스, 10월의 에비스코를 백성(농민)에비스라고 부르기도 한다. 예컨대 치바현 이치노미야정에서는 11월 20일에 에비스코(백성에비스)가 행해지고, 정월 20일에는 상가에서 에비스를 모시며, 농가에서는 보사(歩射)를 한다고 한다.
각 지역마다 에비스코를 하는 것으로 유명한 신사들이 있다.